# 百四丈滝
百四丈滝（ひゃくよじょうのたき）は、石川県白山市の尾添川にかかる滝。白山有数の巨瀑で、
裏見の滝としては、国内最大級の規模を誇る。1987年に加賀禅定道が復元されるまでは、
一般登山者の目に触れることのない「幻の滝」とされていた。「日本の滝百選」には含まれていない。

## 概要
七倉山の北側になだらかに広がる清浄ヶ原は、約10万年前の古白山火山の活動により形成された溶岩台地であり、灌木帯に湿原が点在する。
尾添川の支流のひとつである丸石谷は七倉山の雪渓に源を発してこの湿原の豊かな水を集め、台地の末端、標高1800m付近で当滝となって落下する。
形態は完全な直瀑であり、かつ落口の流速が大きいため、水流は滝壺に至るまで岩壁に一切触れることがない。そのため滝の裏側に周り込むことの出来る裏見の滝となっている。
一帯は豪雪地帯として知られるが豊富な伏流水に恵まれ厳冬期にも流れが絶えることはない。冬期には滝壺に降り積もった雪に加えて滝の飛沫が凍結・成長して、直径10 m、高さ40 mにも達する巨大な氷の壺を作り出す。
この滝の下流側で丸石谷はV字に開けた峡谷を形成しており、黒滝や三段滝等、大小の滝が連続する。

## 歴史
この滝は平安時代に書かれたとされる「白山之記」にも記述があり、かつては高瀧、千丈滝、千仭滝などと呼ばれ古くからその存在が知られていた。また、以前は落口に大岩があり、左右に分かれた2条の滝であったが、遅くとも1986年までに落口の大岩が崩落し1条の滝へ姿を変えている。

## アクセス
加賀禅定道沿いに展望台が設置されており遠望が可能である。

## ギャラリー

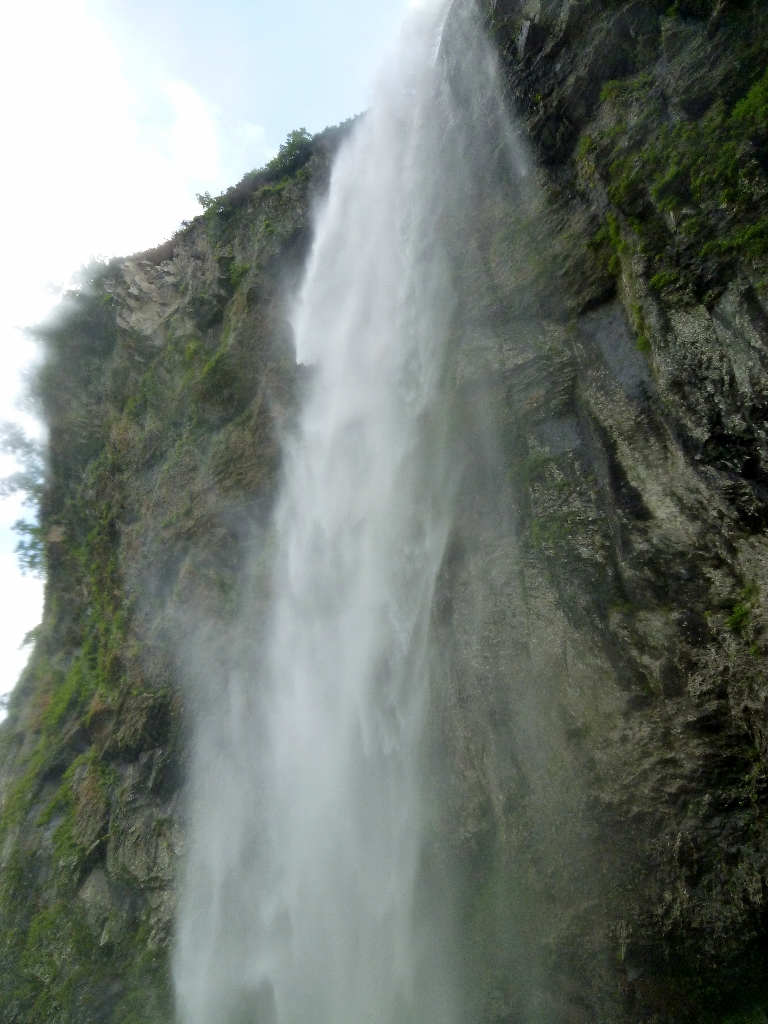
滝直下より見上げる
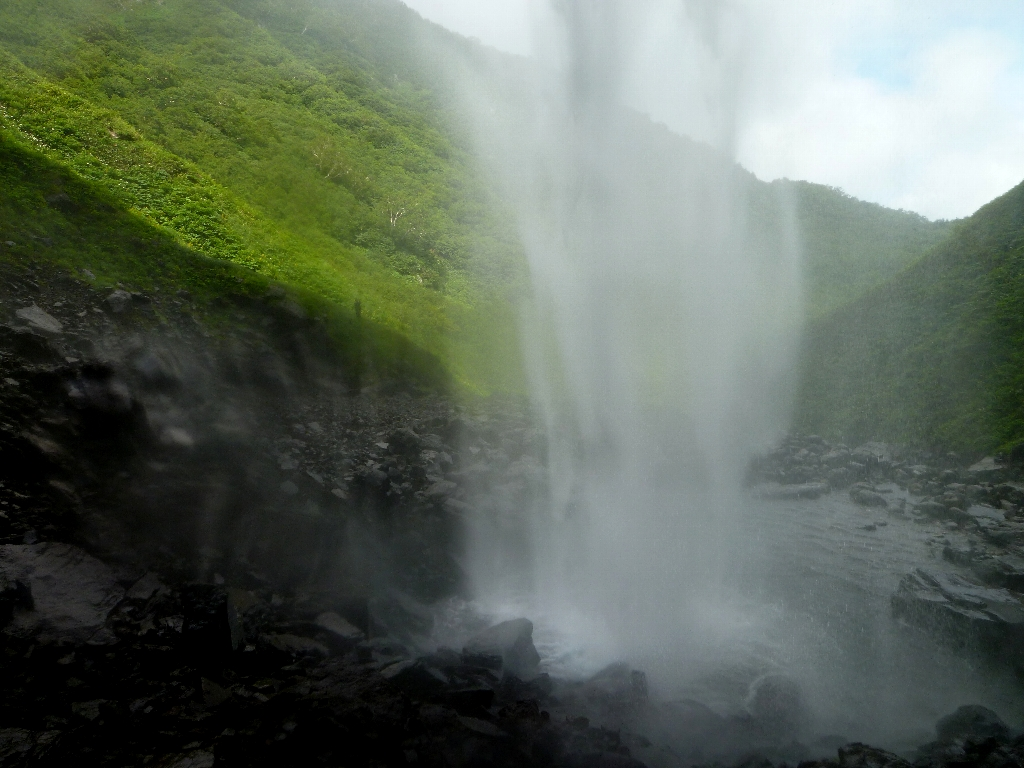
滝裏より
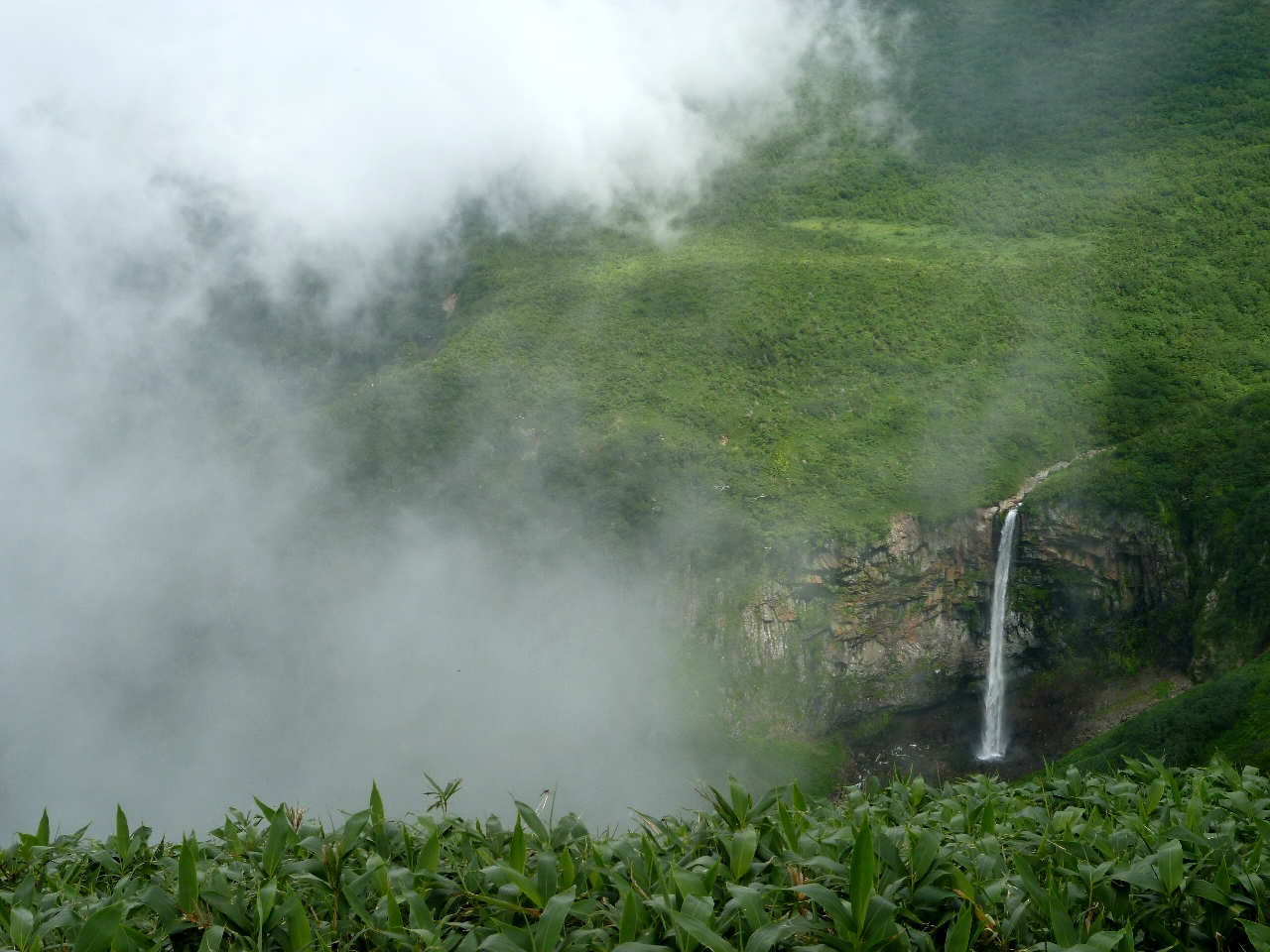
加賀禅定道の展望台より